# Manderscheid (stad)
Manderscheid is een kuuroord met 1.416 inwoners in de Eifel in de Duitse deelstaat Rijnland-Palts. Het ligt aan het riviertje de Lieser.

## Geschiedenis
Bekend zijn de Oberburg en de Niederburg. Deze beide burchten symboliseren de geschiedenis van het gebied, die beheerst werd door twee machtsblokken. De Oberburg hoorde bij het keurvorstendom Trier, de Niederburg en de meeste omliggende gemeenten hingen af van Luxemburg. In feite waren zij dus het meest oostelijke punt van de Zuidelijke Nederlanden. De Niederburg was de stamburcht van de graven van Manderscheid. In 1815 werden deze gebieden aan Pruisen toegewezen.

## Externe links

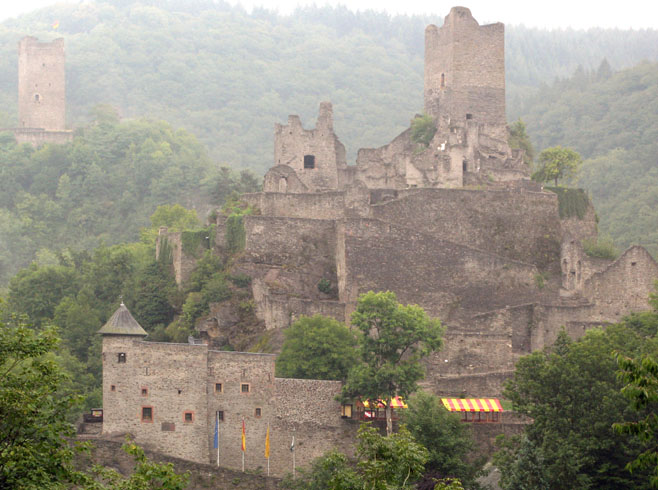
Nieder- und Oberburg Manderscheid
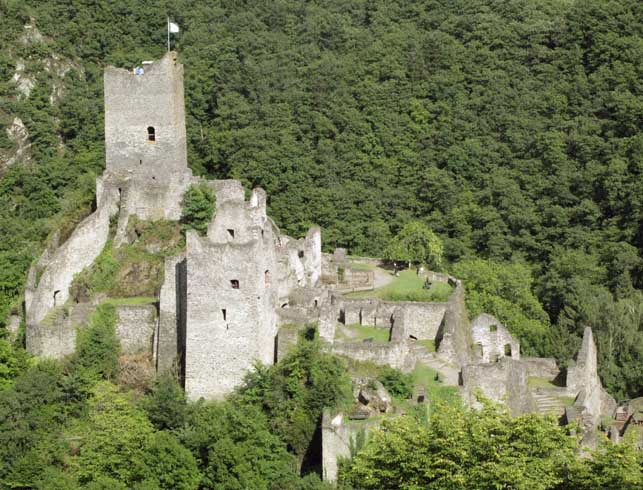
Niederburg Manderscheid
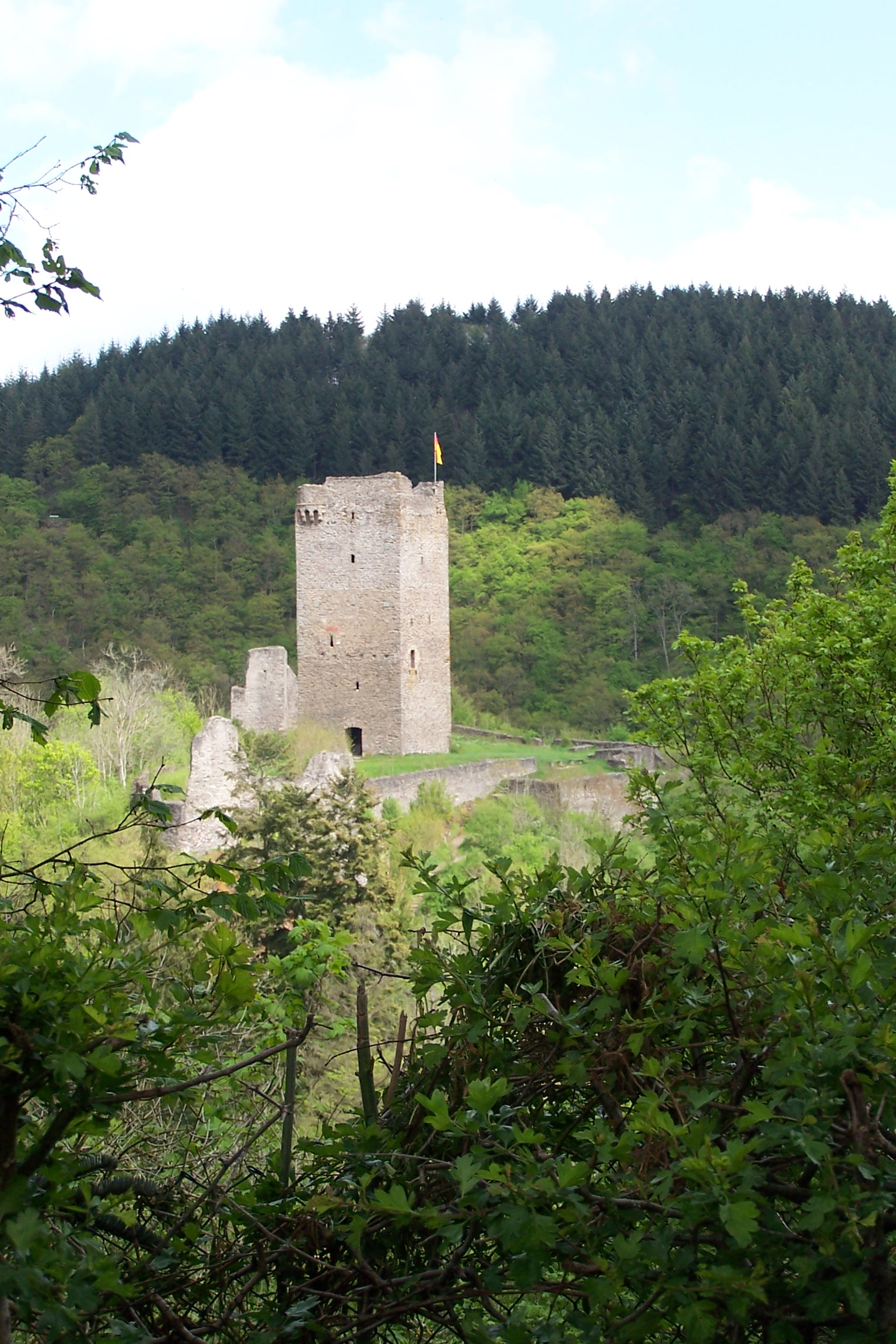
Oberburg Manderscheid
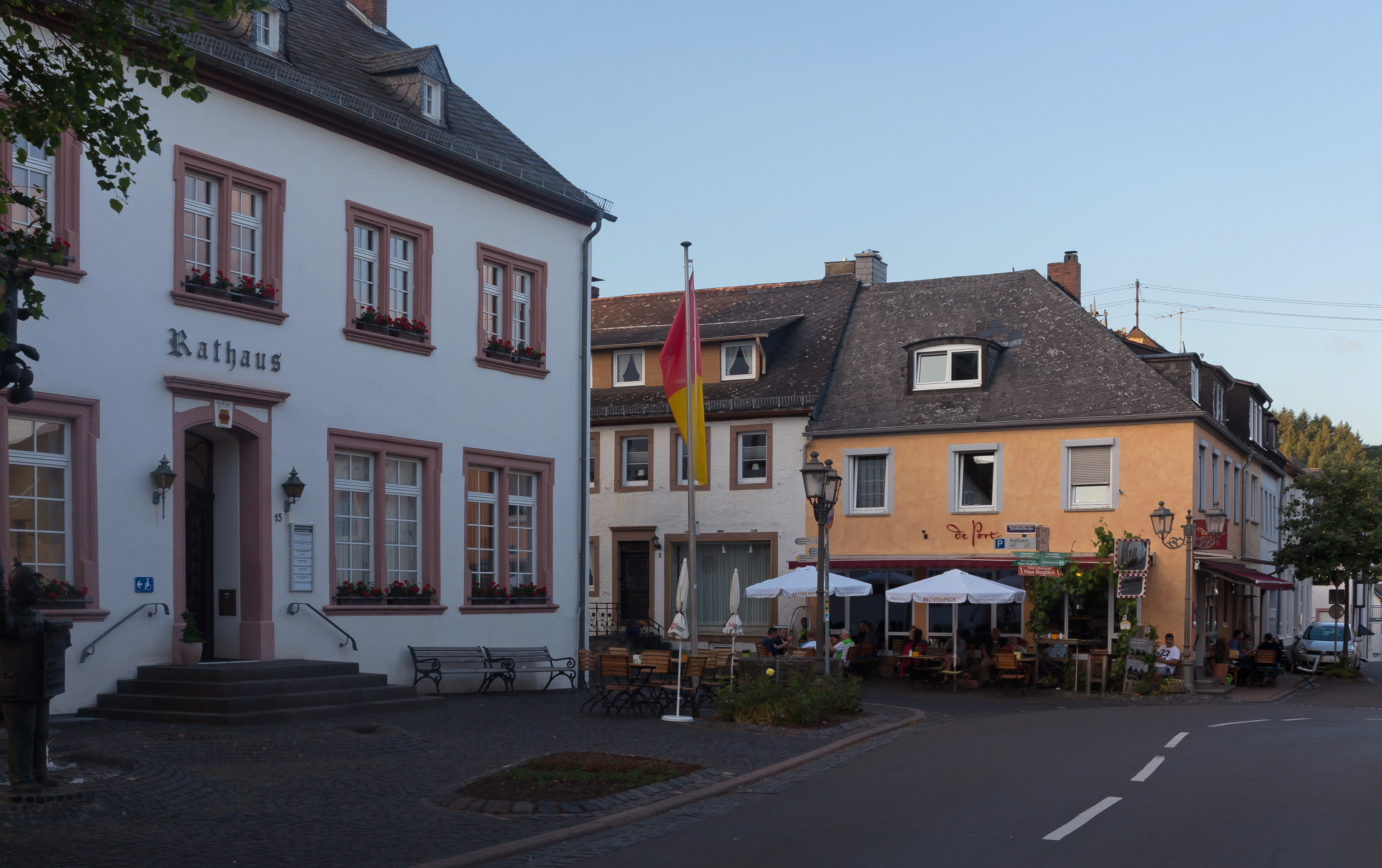
Administatieve gebouw
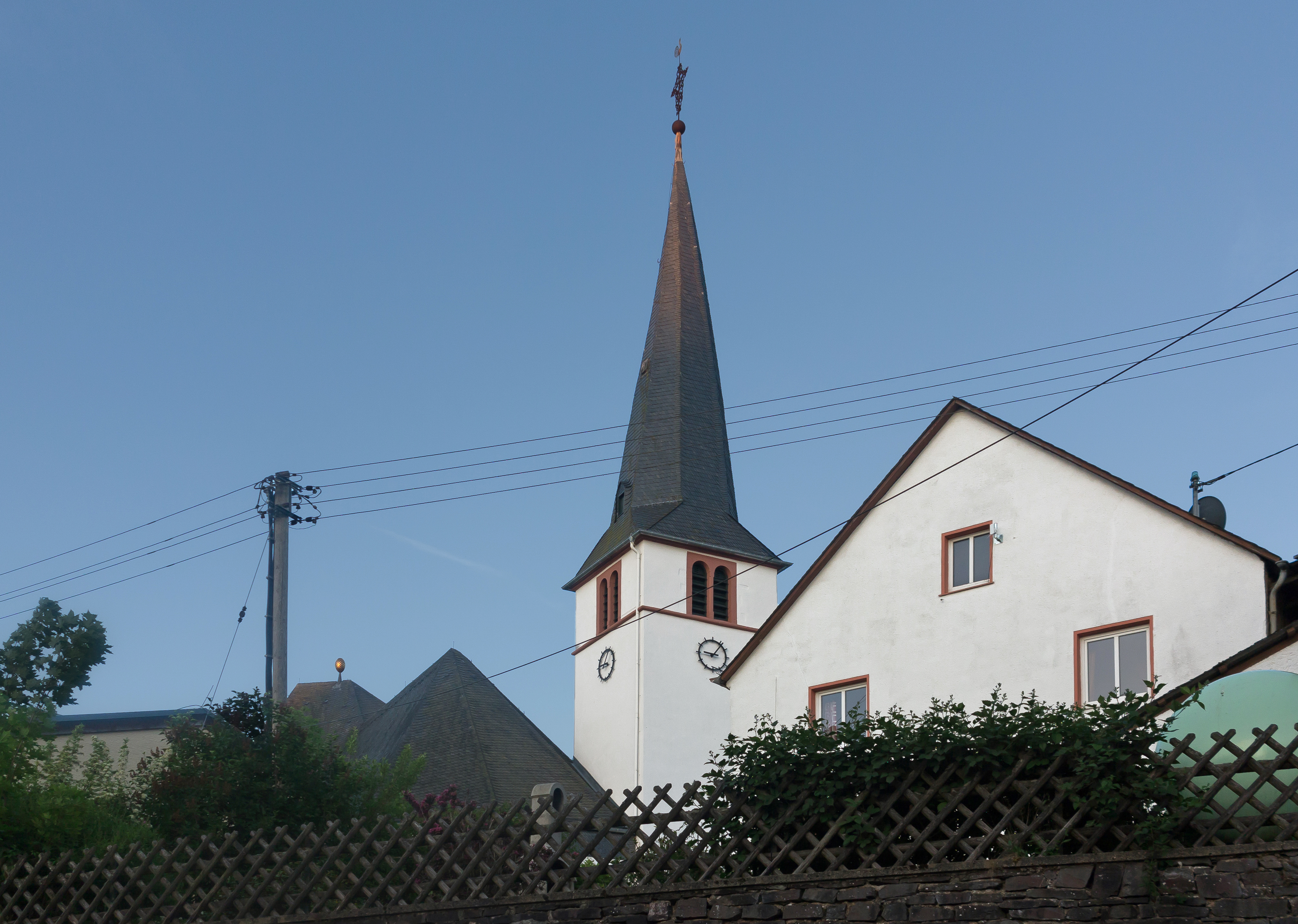
Kerktoren (Katholische Pfarrkirche Sankt Hubertus)